# Hammerbach (Pegnitz)
Der Hammerbach ist ein auf seinem längsten Strang fast 14 km langer Bach im bayerischen Landkreis Nürnberger Land. Nach durchweg etwa nördlichem Lauf mündet er nahe Henfenfeld von links in die Pegnitz.

## Geographie

### Verlauf
Der Hammerbach entspringt östlich von Offenhausen-Kucha. Er durchfließt die Orte Kucha, ab wo ihn die Kreisstraße LAU 5 begleitet, und dann Offenhausen selbst. Danach tangiert er östlich die Orte Aichamühle, Schrotsdorf und Hallershof.
Daraufhin tritt er aufs Gemeindegebiet von Engelthal über und teilt sich kurz in zwei Äste, die sich bald wieder vereinen, noch ehe er das Dorf selbst durchquert.
Er quert eine weitere Gemeindegrenze zu Henfenfeld. Am Dorfanfang endet die Kreisstraße an der St 2404. Nach diesem letzten Ort im Tal wendet sich die Staatsstraße nach rechts ins obere Pegnitztal, der Hammerbach unterquert am nördlichen Siedlungsrand die Bahnstrecke Irrenlohe–Nürnberg und läuft dann über die weite linke Pegnitzaue.
Zuletzt kreuzt er noch einen langen flussparallelen Auengraben. Dann mündet er von links und auf etwa 330 m ü. NHN in die Pegnitz gegenüber dem am anderen Auenrand verlaufenden Abschnitt der B 14 zwischen Altensittenbach und Reichenschwand. Der Bach ist auf dem längsten Strang mit seinem ersten großen linken Zufluss Herrnbach, der auf etwa 533 m ü. NHN entspringt, 13,7 km lang und hat auf dieser Strecke ein mittleres Sohlgefälle von etwa 14,8 ‰.

### Zuflüsse
Liste einer Auswahl der Zuflüsse von der Quelle zur Mündung. Gewässerlänge, Einzugsgebiet und Höhe nach der amtlichen topographischen Karte. Andere Quellen für die Angaben sind vermerkt.
- Herrnbach, von links und Westen auf etwa 419 m ü. NHN in Kucha, ca. 2,6 km und ca. 3,0 km². Entspringt auf etwa 533 m ü. NHN bei Offenhausen-Klingenhof.
- Sallach, von recht und Osten auf etwa 399 m ü. NHN vor Offenhausen, ca. 2,5 km und ca. 3,7 km². Entspringt auf bis zu 521 m ü. NHN bei Offenhausen-Breitenbrunn.
- Aichabach, von links und Südwesten auf etwa 380 m ü. NHN bei Offenhausen-Aichamühle, ca. 2,6 km und ca. 3,6 km². Entspringt auf bis zu 532 m ü. NHN über Offenhausen-Egensbach.
- Steinerne Rinne am Buchenberg, von links und Westsüdwesten auf etwa 370 m ü. NHN bei Offenhausen-Hallershof, ca. 1,2 km und ca. 0,6 km². Entsteht auf bis zu 517 m ü. NHN in einer Talkerbe am Nordostsporn des Buchenbergs.
- Höllgraben, von links und Westsüdwesten auf etwa 366 m ü. NHN vor Engelthal, ca. 2,7 km und ca. 2,5 km². Entsteht auf etwa 504 m ü. NHN im Teufelskeller.
- Kruppach, von rechts und Osten auf etwa 352 m ü. NHN nach Engelthal, ca. 5,9 km und ca. 9,6 km². Entsteht auf etwa 511 m ü. NHN bei Happurg-Deckersberg.
- Steingraben, von links und Südwesten auf etwa 350 m ü. NHN kurz vor der Gemeindegrenze von Engelthal zu Henfenfeld, ca. 1,8 km und ca. 1,2 km². Entsteht auf etwa 389 m ü. NHN östlich von Offenhausen-Peuerling.
- Kreuzt kurz vor der Mündung den in der Pegnitzaue laufenden, den Hammerbach unterquerenden Großen Augraben